# Рощинский (район Гатчины)
Ро́щинский — микрорайон города Гатчины (Ленинградская область). Расположен в северной части города, примыкает к Рощинской улице (отсюда и название). Другое название — микрорайон «Р».
Граничит:
- на севере — с Орловой рощей
- на юго-востоке — с Въездом
- на юго-западе — с Хохловым полем

Микрорайон застроен пяти-девятиэтажными домами. Строительство началось в конце 1980-х годов.

## Предприятия и организации
- Школа № 8 (Центр образования) — построена в 2006 году[1];
- Психоневрологический интернат;
- Пожарная часть № 42;
- Супермаркет «Народная 7Я».

## Улицы микрорайона
- улица Изотова (до 16 июня 2003 года — Ветеринарная улица, Ветеринарный переулок);
- Рощинская улица.

## Транспорт
На перекрёстке улиц Рощинской и Изотова расположена автобусная остановка маршрутов № 4, 8, 27 и 29.